# Estação Isla Raza
A Estação Isla Raza é uma das estações do VLT de Guadalajara, situada em Guadalajara, entre a Estação 18 de Marzo e a Estação Patria. Administrada pelo Sistema de Tren Eléctrico Urbano (SITEUR), faz parte da Linha 1.
Foi inaugurada em 1º de setembro de 1989. Localiza-se no cruzamento da Avenida Cólon com a Avenida Isla Raza. Atende os bairros La Longaniza, Polanco e Villa Vicente Guerrero.